# Angiopteris brooksii
Angiopteris brooksii är en kärlväxtart som beskrevs av Edwin Bingham Copeland. Angiopteris brooksii ingår i släktet Angiopteris och familjen Marattiaceae. Inga underarter finns listade i Catalogue of Life.